# Stewie Griffin: La historia jamás contada
Stewie Griffin: La historia jamás contada (Stewie Griffin: The Untold Story) es una comedia de animación estadounidense de 2005 basada en los personajes de Padre de familia y dividido en tres episodios.
La película salió a la venta el 27 de septiembre de 2005 en DVD y se produjo para conmemorar el regreso de la serie tras su cancelación. En mayo de 2006 la FOX emitió la película ya fragmentada.
El argumento se centra en Stewie Griffin, el cual tras pasar por una experiencia cercana a la muerte decide cambiar de parecer. Al mismo tiempo ve por la televisión a un hombre con un gran parecido al lactante y empieza a creer que es su verdadero padre hasta que descubre que es su yo del futuro.

## Argumento

### Stewie B. Goode
Debido al miedo que tiene Stewie a nadar, Peter y Lois le llevan a clases de natación. Allí coincide con Brad, un compañero de clase del que decide vengarse después de ponerle en evidencia por lo que pretende matarle mediante una trampa con dinamita atado en la silla del socorrista y un caramelo como cebo sin embargo el dispositivo falla y al acercarse Stewie el afectado resulta ser él mismo después de que la explosión y la caída de la silla le deje inconsciente. Cuando despierta descubre que está en el infierno hasta que recobra el conocimiento y decide cambiar su parecer tras pasar por una experiencia cercana a la muerte. No obstante, Brian empieza a sentirse incómodo por la nueva actitud de Stewie, del que cree que todo su buen comportamiento es en realidad una farsa.
En un intento por desenmascarar a Stewie, Brian mata a una araña con el resultado del Stewie violento de siempre por lo que deprimido recurre a la bebida. Finalmente, el can opta por quitarle el vicio llevándole al bar y emborracharse hasta no poder más por lo que finalmente deciden regresar a casa con el coche a pesar del estado en el que se encuentran ambos, en especial el lactante que destroza el local tras conducir el vehículo.
Por otro lado, Peter consigue un puesto de trabajo en las noticias del Canal 5 en el que empieza a despotricar contra todos. Tal es su sinceridad, que se gana el afecto de los televidentes dejando a Tom Tucker en un segundo plano hasta ser despedido por intentar sabotear al presentador "estrella". Sin embargo la situación da un giro cuando Tucker decide aprovechar el incidente del bar con el que consigue recuperar el trabajo tras despedir a Peter por padre negligente.
A la mañana siguiente, Stewie sufre los efectos de la resaca y se da cuenta tanto de su soledad como de que siempre será un niño malo con pretensiones por dominar el mundo o atentar contra su madre, aunque se alegra de haber dejado la bebida antes de que el vicio le acarree problemas en el futuro.

### Bango Was His Name, Oh!
Mientras Stewie mira la tele a través de un TiVo recientemente comprado por Peter, se queda sorprendido al ver a un hombre de San Francisco con un parecido asombroso al de él. Ante la posibilidad de que pueda ser su "verdadero padre", intenta llegar a California de cualquier manera sin éxito hasta que se entera de que Quagmire tiene una autocaravana con la que pretende viajar por todos los Estados y acostarse con una mujer de cada Estado. Junto a él viaja Brian, aunque reacio al principio. Sin embargo se encuentran ante el primer problema: mientras están en un motel de Nueva Jersey, Quagmire parece no darse demasiada prisa con su ligue hasta que Stewie, impaciente entra en la habitación y descubre que la mujer le ha dejado atado a la cama por lo que decide robarle la autocaravana y reanudar el camino.
No obstante, el viaje es largo y la fatiga empieza a pasar factura a Stewie, el cual tras tomarse un frasco entero de anfetas para mantenerse despierto se mete en pleno desierto por lo que Brian decide hacerse con el volante, aunque terminan perdidos.
Tras varias horas de camino, los dos alquilan un coche con el que llegan finalmente a San Francisco y consigue dar con el supuesto padre de Stewie, el cual le comunica que no es su verdadero padre, sino su yo del futuro que ha viajado en el tiempo dejando al bebé en estado de shock
Por otro lado, Peter y Lois tratan de intimar, pero son incapaces a causa de las continuas interrupciones por parte de sus hijos, por lo que deciden enseñarles a ligar para tener tiempo libre. Mientras Peter se encarga de enseñar a Meg a seducir a un hombre, Lois hará lo mismo con Chris.

### Stu and Stewie's Excellent Adventure
El Stewie del futuro (llamado Stu en el futuro) le explica que en su época es posible viajar a través del tiempo y le pide máxima discreción por haber mantenido un contacto que no debía y que podría afectarle. Sin embargo, Stewie descubre que en el futuro será un perdedor con un trabajo y una vida mediocre aparte de haber sido incapaz de matar a Lois.
Aparte de conocer a sus ancianos padres, Stewie descubre que Chris se ha casado (posiblemente con las tácticas de ligar de su madre en el anterior episodio) con Vanessa, una mujer malhablada y que saca de quicio a su suegra y Meg se ha hecho un cambio de sexo. Para evitar que nadie sospeche nada, Stu esconde a Stewie bajo una identidad falsa, mientras que Stewie decide poner orden en su vida con resultados fatales.
Stu le confiesa que tras sufrir el accidente de la piscina ha estado reprimiendo su dolor interno y evitando cualquier riesgo, por lo que Stewie decide viajar al pasado donde pretendía matar a Brad, para ello visitan a sus padres en una residencia de ancianos después de que la mujer de Chris les haya forzado a dejar la casa. No obstante, Lois reconoce a su hijo pequeño y le ofrece dinero a Stu para enviarlo de vuelta al pasado, no obstante y consciente de que ella también cometió un error, le pide a Stewie que retroceda al momento en el que Chris está a punto de casarse con su futura mujer creando así un efecto mariposa.
Finalmente Stewie llega a tiempo para encontrarse con su "yo" pasado e impedir que explosione la silla, no obstante se crea una paradoja cuando Stewie vaporiza a su "yo" futuro.

### Postproyección
Tras la premier de la película, Tricia Takanawa entrevista a los personajes sobre como han cambiado sus vidas durante la cancelación de la serie. 
- Peter le comenta que ha estado en varios trabajos de jornada parcial en los que se ponía a orinar en los trajes al creer que sería como un traje de astronauta. Sin embargo, cuando consigue un puesto como astronauta, su osadía casi le cuesta la vida al miccionar en el espacio.

- Brian compitió en las carreras de Iditarod.

- Lois habla sobre el bajón profesional que supuso la cancelación de la serie y su pasado violento con el dependiente de una gasolinera y un policía, en este último caso se ve que Lois es rociada con gas pimienta por resistirse a la autoridad cuando pretendía agredir al agente. También estuvo trabajando como estríper en despedidas de soltero.

- Meg por su parte declara que se dedicó a la canción para animar a los marines, aunque con resultados infructuosos ya que se tiraban por la borda.

- Stewie decidió meterse en política en su afán de dominar el mundo, aunque sin éxito tras ser derrocado en una referencia directa a la caída de Saddam Hussein.

- Chris, aparentemente fue el que mejor suerte tuvo de todos ya que continuó con su carrera televisiva haciendo apariciones especiales en The West Wing.

## Reparto
- Seth MacFarlane es Stewie Griffin/Peter Griffin/Brian Griffin/Glenn Quagmire/Tom Tucker/Stuart "Stu" Griffin/Otros personajes.
- Alex Borstein es Lois Griffin/Tricia Takanawa/Vanessa/Condoleezza Rice.
- Seth Green es Chris Griffin/Otros personajes.
- Mila Kunis es Meg Griffin/Otros personajes.
- Busy Philipps es Meg Griffin (voz cantante)/Otros personajes.
- Patrick Warburton es Joe Swanson.
- Lori Alan es Diane Simmons.
- Drew Barrymore es Ella misma (cameo).
- Mike Henry es Cleveland Brown/Herbert.
- Rachael MacFarlane es Katie Couric/Bonnie Swanson[1]/Britney Spears.
- Noel Blanc es Elmer Fudd.
- Phil LaMarr es Ollie Williams/Otros personajes.
- Ali Hillis es Otros personajes.
- Jennie Garth es Kelly Taylor.
- Larry Kenney es Lion-O.
- Lynne Lipton es Cheetara.
- Michael Clarke Duncan es la Cigüeña.
- Will Sasso as Randy Newman/James Lipton.

## Controversia
El primer episodio levantó controversias en Canadá a raíz de una queja de la organización Canadian Broadcast Standards Council en 2011. La asociación televisiva exigió disculpas a la cadena Global Television Network por no avisar al público del contenido violento de la película poniendo de ejemplo la escena en la que Elmer Fudd mata a Bugs Bunny durante un flashback. Según el consejo, la escena fue grotesca e incómoda de observar aunque la intención de los productores fuera satirizar la violencia en determinadas series de animación.